# Socket FT3
Le Socket FT3 ou BGA-769 d’AMD est destiné aux ordinateurs portables basse consommation et a été conçu pour les APU dont les noms de code sont Kabini et Temash (socket FT3), Beema et Mullins (socket FT3b).
Les APU des marques « Kabini » et « Temash » combinent le CPU Jaguar avec le GPU Radeon Southern Islands (GCN 1), l'accélération vidéo UVD 3 (en) et VCE 2.0 (en) et la prise en charge multi-moniteurs basée sur AMD Eyefinity de deux moniteurs maximum.
Les APU de marque « Beema » et « Mullins » associent le CPU Puma au GPU Radeon Rx 200 (GCN 2), UVD 3 et VCE 2.0 et à la prise en charge multi-moniteurs basée sur AMD Eyefinity de deux moniteurs maximum.
Son homologue de bureau est le socket AM1.